# Zbigniew Janku
Zbigniew Janku (ur. 5 kwietnia 1945) – polski prawnik, doktor habilitowany nauk prawnych, administratywista, profesor nadzwyczajny Uniwersytetu im. Adama Mickiewicza w Poznaniu.

## Życiorys
Stopień doktorski uzyskał na podstawie pracy pt. Pozycja rad narodowych i naczelników miast najniższego stopnia. Habilitował się na podstawie oceny dorobku naukowego i rozprawy pt. Terenowe organy administracji państwowej o kompetencjach specjalnych  (model prawny i racjonalizacyjny). Pracuje jako kierownik i profesor nadzwyczajny w Katedrze Prawa Administracyjnego i Nauk o Administracji na Wydziale Prawa i Administracji UAM. Jest członkiem Poznańskiego Towarzystwa Przyjaciół Nauk. W latach 1998–2002 był rektorem Wyższej Szkoły Zarządzania i Bankowości w Poznaniu (gdzie kierował Katedrą Prawa Administracyjnego). Wiceprzewodniczący poznańskiego stowarzyszenia Centrum Badań Interdyscyplinarnych.
Odznaczony m.in. Srebrnym i Złotym Krzyżem Zasługi oraz Medalem Komisji Edukacji Narodowej.

## Wybrane publikacje
- Przyczyny niedoboru kadr z wyższym wykształceniem w gminach (miastach i gminach) województwa poznańskiego i możliwości poprawy w tym zakresie. Rozmiary, przyczyny, sugestie, wyd. 1988
- Europeizacja polskiego prawa administracyjnego (red. nauk.), wyd. 2005, ISBN 83-88166-88-3
- 15 lat funkcjonowania regionalnych izb obrachunkowych jako organów nadzoru i kontroli gospodarki finansowej jednostek samorządu terytorialnego (współredaktor wraz z J. Małeckim i R. Hauserem), wyd. 2007, ISBN 978-83-61091-04-2
- ponadto rozdziały w pracach zbiorowych i artykuły publikowane w czasopismach prawniczych, m.in. w "Ruchu Prawniczym, Ekonomicznym i Socjologicznym"[2]